# Krimszki járás

A Krimszki járás a Krasznodari határterületen

A Krimszki járás (oroszul Крымский муниципальный район) Oroszország egyik járása a Krasznodari határterületen. Székhelye Krimszk.

## Népesség
- 1989-ben 62 859 lakosa volt.
- 2002-ben 70 576 lakosa volt, melyből 53 664 orosz (76%), 4 620 török (6,5%), 1 931 örmény, 1 910 ukrán, 1 749 görög, 1 454  tatár, 757 azeri, 490 fehérorosz, 351 német, 98 grúz, 82 cigány, 24 adige.
- 2010-ben 74 761 lakosa volt.

A török lakosság száma és számaránya Nizsnebakanszkaja településen a legnagyobb.

## A járás nagyobb települései
- Varenyikovszkaja
- Kijevszkoje
- Nizsnebakanszkaja
- Novoukrainszkij
- Troickaja